# Knighton on Teme
Knighton on Teme lub Knighton-upon-Teme – wieś i civil parish w Anglii, w hrabstwie Worcestershire, w dystrykcie Malvern Hills. Leży w pobliżu rzeki Teme, 28 km na północny zachód od miasta Worcester i 190 km na północny zachód od Londynu. W 2011 roku civil parish liczyła 543 mieszkańców. Knighton on Teme jest wspomniane w Domesday Book (1086) jako Cnistetone.